# Mark Luafalealo
Pas d'image ? Cliquez ici

a Compétitions nationales et continentales officielles uniquement.

b Matchs officiels uniquement.
Dernière mise à jour le 3 janvier 2018.
Fuge David Mark Luafalealo,  né le 7 octobre 1975 à Ponsonby (Nouvelle-Zélande), est un joueur de rugby à XV international samoan. Il est pilier et mesure 1,76 m pour 110 kg.

## Carrière
Il a eu sa première cape internationale le 22 mai 1999, à l’occasion d’un match contre l'équipe du Japon.

### Clubs successifs
- ? : Ponsonby (Auckland)  Nouvelle-Zélande
- 2003 : Hawke's Bay  Nouvelle-Zélande

## Palmarès

### Sélection nationale
- 10 sélections avec l'Équipe des Samoa de rugby à XV
- Nombre de sélections par année : 1 en 1999, 3 en 2000, 6 en 2001.
- Participation à la Coupe du monde de rugby: néant.